# Płocochowo
Płocochowo – wieś w Polsce położona w województwie mazowieckim, w powiecie pułtuskim, w gminie Pułtusk. Ma status sołectwa.
W latach 1954-1959 wieś była siedzibą gromady Płocochowo, po jej zniesieniu w gromadzie Pułtusk. W latach 1975–1998 miejscowość administracyjnie należała do województwa ciechanowskiego.
We wsi był przystanek kolei wąskotorowej Płocochowo.